# La carica degli apaches
La carica degli apaches (The Half-Breed) è un film del 1952 diretto da Stuart Gilmore.
È un film western statunitense con Robert Young, Janis Carter, Jack Buetel e Barton MacLane.

## Trama
Alla fine della guerra di secessione, gli Stati Uniti concludono con gli indiani un accordo che garantisce loro rifornimenti periodici ad opera di agenti federali in cambio dell'impegno a non attaccare e saccheggiare le carovane di bianchi in transito nei loro territori.
La presenza di giacimenti auriferi nei territori lasciati agli indiani suscita tuttavia l'interesse di una banda di avventurieri guidata da un uomo senza scrupoli, Frank Crawford, che cerca di bloccare la consegna periodica dei rifornimenti, in modo da provocare il risentimento dei nativi, istigandoli ad una ribellione. Un gruppo di questi ultimi, guidati dal meticcio Johnny il Falco (figlio di padre bianco e madre indiana), sconfina in Arizona, verso il (fittizio) villaggio di San Remo, per far valere i diritti della sua gente. Qui si imbatte in Dan Craig, un giocatore d'azzardo di passaggio e, scambiandolo per un agente federale, comincia a protestare con lui. Nel corso della permanenza di Craig nella cittadina di San Remo, emerge che questi è un ex maggiore dell'esercito confederato. Egli riesce a guadagnarsi la stima dello sceriffo e degli abitanti della cittadina, oltre che di Helen Dowling, prima donna di una compagnia di avanspettacolo che si trova a San Remo, che si innamorerà di lui.
L'equivoco tra Johnny il Falco e Craig viene presto chiarito, ma i malviventi, sempre guidati da Tom Crawford, provocano una sparatoria e Johnny sta per rimetterci la vita.
Su richiesta dello sceriffo, viene inviato a San Remo un distaccamento di cavalleggeri per dominare il malcontento degli indiani, ma lo scontro viene evitato ancora una volta grazie alla fermezza di Dan Craig, sempre più deciso ad evitare uno scontro tra bianchi e indiani. A quel punto Crawford decide di assaltare i carri di provviste destinate agli indiani e successivamente uccide la sorella di Johnny. Ormai il conflitto sembra inevitabile, ma interviene nuovamente Craig che, lanciatosi all'inseguimento di Crawford, lo fa precipitare in un burrone.
Un drappello di militari di fronte a Johnny il Falco e i suoi uomini sono pronti a darsi battaglia, ma interviene Dan Craig, il quale si reca da Johnny consegnandogli il cadavere di Crawford. A quel punto, gli indiani fanno retromarcia e tornano al loro villaggio, rinunciando a combattere.

## Produzione
Il film, diretto da Stuart Gilmore su una sceneggiatura di Harold Shumate e Richard Wormser e, per alcuni dialoghi addizionali, di Charles Hoffman con il soggetto di Robert Hardy Andrews, fu prodotto da Herman Schlom per la RKO Radio Pictures e girato nell'RKO Encino Ranch a Los Angeles in California e nel Red Rock Crossing a Sedona in Arizona.

## Colonna sonora
- When I'm Walking Arm in Arm With Jim - scritta da Harry Harris e Lew Pollack
- Remember the Girl You Left Behind - scritta da Mort Greene e Harry Revel

## Distribuzione
Il film fu distribuito con il titolo The Half-Breed negli Stati Uniti dal 4 maggio 1952 al cinema dalla RKO Radio Pictures.
Altre distribuzioni:
- in Finlandia il 12 settembre 1952 (Puoliveren kosto)
- in Svezia il 6 ottobre 1952 (Halvblodet)
- in Portogallo il 21 ottobre 1952 (O Mestiço)
- in Danimarca il 3 novembre 1952 (Halvblods)
- in Germania Ovest il 27 marzo 1953 (An der Spitze der Apachen)
- in Francia il 21 ottobre 1953 (La peur du scalp)
- in Austria nel 1954 (An der Spitze der Apachen)
- in Francia il 16 luglio 1954 (Paris)
- in Brasile (O Mestiço)
- in Spagna (El mestizo)
- in Grecia (Oi tromokratai epitithentai)
- in Brasile (Os Covardes não Vivem)
- in Italia (La carica degli apaches)

## Promozione
Le tagline sono:
- "When White Man and Half-Breed Turn All SAVAGE!".
- "THE INDIANS ARE COMING! Terror strikes a border town...as daring gambler, jealous dance-hall girl and white man's villainy spark crimson revolt!".
- "BLAZING TECHNICOLOR ACTION IN WILD INDIAN LAND! Flaming new adventure torn from the crimson history of white man's villainy and red man's revenge in Early Arizona! Towering thrills as Half-Breed Charlie Wolf stalks dance hall and desert in the revolt that shook the whole Southwest!".